# Circuit des frontières
Ne doit pas être confondu avec Circuit des régions frontalières.
Le Circuit des frontières est une ancienne course cycliste professionnelle qui se disputait en Belgique, de 1964 à 1995.

## Palmarès
| Année | Vainqueur                 | Deuxième               | Troisième              |
| ----- | ------------------------- | ---------------------- | ---------------------- |
| 1964  | Jean Stablinski           | Barry Hoban            | Jaak De Boever         |
| 1965  | André Noyelle             | Arthur Decabooter      | Norbert Kerckhove      |
| 1966  | Eddy Merckx               | Alfons De Bal          | Herman Van Springel    |
| 1967  | Edward Sels               | Georges Van Coningsloo | Martin Van Den Bossche |
| 1968  | Guido Reybrouck           | Roger Kindt            | Jan Harings            |
| 1969  | Daniel Van Ryckeghem      | Fernand Hermie         | Lucien Van Impe        |
| 1970  | Noël Vantyghem            | Barry Hoban            | José Catieau           |
| 1971  | Christian Callens         | Paul Aerts             | Billy Bilsland (en)    |
| 1972  | Noël Vantyghem            | Paul Aerts             | Gérard Hendrickx       |
| 1973  | Cees Bal                  | Jean-Pierre Berckmans  | Karel Rottiers         |
| 1974  | Dirk Baert                | Christian Debuysschere | Theo van der Leeuw     |
| 1975  | Eric Van de Wiele         | Roy Schuiten           | Sylvain Vasseur        |
| 1976  | Wim Schroyens             | Antoon Houbrechts      | Christian Debuysschere |
| 1977  | Marc Demeyer              | Walter Dalgal          | José De Cauwer         |
| 1978  | Jean-Luc Vandenbroucke    | Frans Verhaegen        | Maurizio Bellet        |
| 1979  | Walter Godefroot          | Marc Renier            | Rudy Pevenage          |
| 1980  | Marc Demeyer              | Alfons De Wolf         | Etienne De Wilde       |
| 1981  | Alfons De Wolf            | Frank Hoste            | Marc Sergeant          |
| 1982  | Willy Teirlinck           | Noël Segers            | Leo Van Thielen        |
| 1983  | Kenny De Maerteleire      | Jean-Marie Wampers     | Rudy Delehouze         |
| 1984  | Etienne De Wilde          | Rudy Delehouze         | Eddy Vanhaerens        |
| 1985  | Henri Manders             | William Tackaert       | Thierry Barrault       |
| 1986  | Brian Holm                | Theo de Rooij          | Johan Capiot           |
| 1987  | Allan Peiper              | Jan Nevens             | Anjo van Loon          |
| 1988  | Gino Debacker             | Carl Roes              | Marc Fruch             |
| 1989  | Patrick Deneut            | Roger Rogiers          | Ludo Peeters           |
| 1990  | Etienne De Wilde          | Dirk De Wolf           | Daniel Beelen          |
| 1991  | Frank Van Den Abeele      | Patrick Tolhoek        | Jelle Nijdam           |
| 1992  | Bart Leysen               | Jan Mattheus           | Didier Priem           |
| 1993  | Rob Mulders               | Frans Maassen          | Frank Van Den Abeele   |
| 1994  | Eric De Clercq            | Marc Streel            | Marc Wauters           |
| 1995  | Frank van Veenendaal (nl) | Erwin Thijs            | Nico Emonds            |